# Kallasettihalli, Tarikere
Kallasettihalli là một làng thuộc tehsil Tarikere, huyện Chikmagalur, bang Karnataka, Ấn Độ.